# Sabinov
Sabinov er en by og kommune i distriktet Sabinov i regionen Prešov i det østlige Slovakiet. Den ligger 410 kilometer fra den slovakiske hovedstad Bratislava. Byen har et areal på 23,39 km² og en befolkning på 12.349(2021) indbyggere.

## Eksterne links
- Officiel hjemmeside

- Wikimedia Commons har flere filer relateret til Sabinov